# Helianthemum digeneum
Helianthemum digeneum är en solvändeväxtart som beskrevs av Georges Rouy och Fouc.. Helianthemum digeneum ingår i släktet solvändor, och familjen solvändeväxter. Inga underarter finns listade i Catalogue of Life.